# Dachauski procesi (Slovenija)
Dachauski procesi [dáhavski] v Sloveniji je naziv za skupino politično montiranih sodnih procesov med letoma 1947 in 1949. 
Komunistična politična oblast v Sloveniji je po vojni, leta 1945, začela za doseganje svojih ciljev uporabljati različna sredstva, med drugim tudi zlorabo sodne veje oblasti. Z namenom obračunavanja z dejanskimi še večkrat pa domnevnimi nasprotniki takratne politične oblasti v Sloveniji je v letih po drugi svetovni vojni vzpostavila revolucionarno sodstvo. Praktično je prenehala delitev oblasti na zakonodajno, sodno in izvršilno. Sodna veja oblasti je bila vse bolj podvržena političnim spletkam in manipulacijam oblasti, predvsem partije, ki je sodstvo izrabila za obračunavanje s svojimi (tudi namišljenimi) nasprotniki. Tak način delovanja politične oblasti je privedel do množičnih povojnih procesov: med drugimi tudi do znanih, tako imenovanih »dachauskih procesov«.
Dachauski procesi na Slovenskem so bili izvedeni v obdobju med letoma 1948 in 1949. Priprave na procese so se začele že prej, v letu 1946. Skupno je bilo izvedenih deset kazenskih sodnih procesov, ter  predhoden proces, t. i. Pufflerjev proces. Obtoženim osebam, ki so bili bivši taboriščniki, naj bilo skupno dejstvo, da naj bi bili agenti GESTAPA in bi posledično vohunili v koncentracijskem taborišču Dachau, kar pa je bil popoln konstrukt. Med njimi je bil na primer Mirko Košir, predvojni komunist in krajši čas tudi sekretarja PK KPJ za Slovenijo (1936–1937), ki je preživel koncentracijsko taborišče Dachau, bil na dachauskih procesih obsojen na 20 let zapora. Ko je prišel na prestajanje zaporne kazni v taborišče na Golem otoku, so ga tam z udarci v špalirju kaznjenci pobili do smrti.  
Zaradi hudega mučenja v sodnih zaporih so trije ljudje umrli še pred razsodbo. Preostali pa so bili obsojeni, večina na dolgoletne zaporne kazni.
Kasneje, predvsem v obdobju med leti 1970 in 1976, se je zvrstilo vse več zahtev po sodni in politični rehabilitaciji obsojenih. Konec leta 1976 je okrožno sodišče v Ljubljani na podlagi sklepa Vrhovnega sodišča SRS o dovolitvi obnove glavnega dachauskega procesa iz aprila 1948 in po umiku obtožnice vojaškega tožilstva s strani Javnega tožilstva SRS razveljavilo prvostopenjsko sodbo Vojaškega sodišča v Ljubljani in sodbo Vrhovnega vojaškega sodišča ter ustavilo kazenski postopek. Vse večje in vse številčnejše zahteve so privedle v drugi polovici osemdesetih let do razveljavitve obsodb za vse takratne obsojene, javni tožilec pa je umaknil obtožnico. 10. kongres Zveze komunistov Slovenije je aprila 1986 dokončno politično rehabilitiral obsojence dachauskih procesov, na ljubljanskih Žalah pa jim je ZKS postavila simbolično spominsko obeležje oz. kenotaf (1989). Avtor spominskega znamenja je sin ubitega M. Koširja, arhitekt Fedja Košir.

## Procesi
- predhodni proces - Pufflerjev proces (maja 1947)
- 1. dachavski proces (21. aprila do 26. aprila 1948)
- 2. dachavski proces - proces proti Jožetu Mavcu in Francu Malenšku (maja 1948)
- 3. dachavski proces - proces proti Mitji Sarku (maja 1948)
- 4. dachavski proces - proces proti Francu Žumru in Alojzu Veršniku (maja 1948)
- 5. dachavski proces - proces proti Janku Ravnikarju (julija 1948)
- 6. dachavski proces - proces proti Vlastu (Vladimiru) Kopaču, Andreju Bohincu, Viljemu Brezarju in Romanu Vidmarju (avgusta 1948)
- 7. dachavski proces - proces proti Reziki Barle (avgusta 1948)
- 8. dachavski proces - proces proti Vekoslavu Figarju in Ivanu Razingerju (junija 1949)
- 9. dachavski proces - proces proti Jožetu Marčanu (septembra 1949)
- 10. dachavski proces - proces proti Borisu Fakinu (Igorju Torkarju), Ludviku Mrzelu in Marjanu Petraku (oktobra 1949)

## Pregled
- v času preiskave so obravnavali 7.380 Slovencev in 2.144 tujcev;
- obsojenih je bilo 37 oseb, 11 oseb na smrt z ustrelitvijo, eden od teh ni bil justificiran
- ustreljenih je bilo 10 oseb (18. novembra 1950, verjetno v kočevskih gozdovih)
- proti trem so ustavili preiskovalni postopek;
- trije so umrli med preiskavo
- preiskovalci: podpolkovnik Ivan More - Žan (vodja), Kamilo Hilbert, Branko Ivanuš, Miha Čerin, Nace Majcen, Martin Renko, Franc Pirkovič, Karlo Sagadin, Rado Škraba, Aleks Winkler